# Gare de Lamotte-Brebière
Gare de Lamotte-Brebière vasútállomás Franciaországban, Lamotte-Brebière településen.

## Vasútvonalak
Az állomást az alábbi vasútvonalak érintik:
- Párizs-Lille-vasútvonal

## Kapcsolódó állomások
A vasútállomáshoz az alábbi állomások vannak a legközelebb: